# Alessia Pavese
Alessia Pavese, née le 15 juillet 1998 à Alzano Lombardo, est une athlète italienne spécialiste du 100 mètres.

## Biographie
Lors des Championnats d'Europe 2022 à Munich, elle remporte la médaille de bronze du relais 4 × 100 m en compagnie de Zaynab Dosso, Dalia Kaddari et Anna Bongiorni.

## Palmarès
| Date | Compétition           | Lieu     | Résultat | Épreuve   | Temps   |
| ---- | --------------------- | -------- | -------- | --------- | ------- |
| 2022 | Championnats d'Europe | Munich   | 3e       | 4 × 100 m | 42 s 94 |
| 2023 | Championnats du monde | Budapest | 4e       | 4 x 100 m | 42 s 49 |

## Records
| Épreuve | Performance | Lieu    | Date        |
| ------- | ----------- | ------- | ----------- |
| 100 m   | 11 s 38     | Vicenza | 6 août 2022 |